# Paležnica Gornja
Paležnica Gornja är ett samhälle i Bosnien och Hercegovina.   Det ligger i entiteten Republika Srpska, i den centrala delen av landet, 110 km norr om huvudstaden Sarajevo. Paležnica Gornja ligger 473 meter över havet och antalet invånare är 211.
Terrängen runt Paležnica Gornja är huvudsakligen lite kuperad. Paležnica Gornja ligger uppe på en höjd. Runt Paležnica Gornja är det ganska tätbefolkat, med 93 invånare per kvadratkilometer.. Närmaste större samhälle är Doboj, 15,3 km sydväst om Paležnica Gornja. 
I omgivningarna runt Paležnica Gornja växer i huvudsak lövfällande lövskog.